# Tharaux
Tharaux település Franciaországban, Gard megyében. Lakosainak száma 47 fő (2022. január 1.). Tharaux Méjannes-le-Clap, Rochegude, Saint-Jean-de-Maruéjols-et-Avéjan és Saint-Privat-de-Champclos községekkel határos.

## Népesség
A település népessége az elmúlt években az alábbi módon változott:
| Lakosok száma | 32   | 39   | 50   | 62   | 55   | 55   | 56   | 56   | 55   | 47   |
|               | 1968 | 1982 | 1990 | 2006 | 2013 | 2015 | 2017 | 2019 | 2020 | 2022 |